# 古屋敬多
古屋 敬多（ふるや けいた、1988年6月13日 - ）は、福岡県福岡市城南区出身の日本のタレント、歌手、俳優で、3人組ダンスボーカルユニット「Lead」のメンバー。血液型はA型。ライジングプロダクション所属。イメージカラーはオレンジ色（黄色で代用有り）。

## 来歴
- 小学4年から母親のすすめで近所のバレエダンススクールに通う。
- 小学6年の頃、DA PUMPに憧れ、ヒップホップに転身。以降、ロックダンスやブレイクダンスを得意としている。
- 「九州・沖縄 スターライトオーディション2002」でDA PUMPの『if...』を唄い、審査員特別賞を受賞。
- 2002年6月、現事務所からの連絡で大阪に呼ばれ、中土居宏宜、谷内伸也、鍵本輝と出会う。4人組ダンスボーカルユニット「Lead」として活動をスタート。
- 2002年7月31日『真夏のMagic』で、デビュー。
- 2004年、『Deep Love 〜アユの物語〜』で、単独ではじめて映画と連続テレビドラマに出演。
- 2011年4月、舞台『新・日ノ丸レストラン』で、単独では初主演にして初座長を務める。
- 2011年12月、『恋する私のベーカリー』で、舞台、テレビドラマ（LaLaTV）、携帯ドラマ（LISMO Channel）へ出演。同作でパン職人を演じたことから、パパイヤ鈴木と共にパンのプロデュースを行い、実際に販売された。プロデュースしたパンは、「黎司からのエピローグ」（ベーコンエピ）と、「俺ンジデニッシュ」（オレンジデニッシュ）。
- 2015年12月、宮本亜門（現・宮本亞門）演出舞台『SUPER LOSERZ』へ出演。台詞のないダンスのみで構成されたノンバーバルパフォーマンスに初挑戦した。
- 2016年12月、宮本亜門演出舞台『プリシラ』出演。『SUPER LOSERZ』をキッカケに宮本亜門から声がかかり、出演が決定し、ドラァグクイーンを演じる。本作が本格的なミュージカル初挑戦となる。
- 2018年1月、舞台『私のホストちゃんREBORN〜絶唱！大阪ミナミ編〜』で、約6年ぶりに主演を務める。出演ホストの人気ランキングによって日替わりでエンディングが変わる今作で、全公演TOP5入り、ランキング1位を3度獲得した。
- 2019年3月、宮本亜門演出舞台『プリシラ』の再演が決定。再びドラァグクイーン・アダム（フェリシア） を演じる。

※Leadとしての活動・実績はLeadの記事を参照

## 人物
- 兄と妹がいる。
- ペットは実家で犬3匹を飼っている（ラブラドール・レトリバーとパグの混ざった雑種のハナとマルチーズのマーくん、ミーちゃん）。
- 2010年3月からマーくんとミーちゃんの子供4匹が古屋家に仲間入り（オス1匹、メス3匹）。
名前はメス1匹は敬多自ら命名しマミちゃん(マーくんの「マ」とミーちゃんの「ミ」からとった)。
他は導画Blogで呼びかけたり公式携帯サイト「となりの古屋くん」で名前を募集し、ピース、ロック、ミッキーと名付けられた。
現在ハナはおじいちゃん家、マミとミッキーは親戚に譲り計四匹を実家で飼っている。
- 自他共に認めるマイペースな性格から「野良猫」という愛称で呼ばれている。名付けの親は「タンブリング」のプロデューサー。
- Leadメンバーで共同生活を行っていた頃、米を炊く担当だったことから、先輩のFLAMEから「ヨネ」と呼ばれていたこともある。
「ヨネ」の響きからホットヨーガをイメージした、「ホットヨネ」と呼ばれる独特のポーズを数々生み出している。
- 趣味は、散歩、ダンス、お喋り、モンハン、ポケモン、ミニ四駆。
- 好きな食べ物は、納豆、バナナ。バナナは常に持ち歩くほど、よく食べる。
- 福岡ソフトバンクホークスの大ファンで、ファンクラブにも入っている。
- 身長は2004年から2005年の間に13cmも伸び、今ではメンバーと変わらない程成長した（170cm）。
- 立志舎高等学校中退。
- 特技はものまね。掛布雅之や、ビートたけしなど、ものまねのレパートリーは多々あるが、事務所から禁止令が出ており、現在は披露していない。
- 大のモンスターハンター好きで、趣味が高じて「一狩りいこうぜ!」に出演を果たした。
- 『ドラゴンボール』や『ONE PIECE』などを愛読しており、フィギュアも多く集めている。
- 2010年頃、Dragon Ashの降谷建志に憧れて長髪にしていた。当時、メンバーからもファンからも酷評されていたが、しばらく長髪を貫いていた。現在では、ロン毛時代をよくネタにされる。
- 突発的な行動や発言が多く、メンバーやスタッフを悩ませることが多々ある。
10周年記念アルバム「NOW OR NEVER」発売記念イベントの撮影会と握手会を、甚平を着て行うと発言し、急遽、お台場[1]と兵庫[2]のイベントで、甚平が採用された。
また、VISIONFACTORYchにて19thシングル「Wanna Be With You」のミュージックビデオが先行フル配信された際、「今週中に10万回見られたらすごいことらしい」[3]と、自身のブログで呼びかけたところ、実際に配信から10日で再生回数10万回を突破した[4]。
その他、ライブなどで曲中に行う、ファンの掛け声や振付けを提案することも多い[5]。
- メンバーやマネージャーから無茶ぶりをされることも多く、Lead公式YouTubeチャンネル内の導画では、一発芸や即興歌を披露している。即興歌でタイトルが付いているものは、「希望」（歌詞は「左様でございます」のみ）などがあり、心の中のお人形が語りかけるというややホラーテイストの「DOLL」は2番も披露された。
- 独特のネーミングセンスを持っており、次々と新しい言葉を生み出している。
Leadファンを「Leaders（リーダーズ）」と呼ぶことから、各メンバーのファンを、ヒーダーズ[6]、シンヤーズ、ケイタ〜ズ、アックンズと名付けた。
いずれも後に公式用語として用いられるようになり、グッズ化されたものもある[7]。
- 2017年頃から自身のInstagramで、ワンマンライブの開催前や、シングル発売前などにカウントダウン動画をアップしている。
発売4日前にちなみ「4秒で某（棒）アイスを食べます。[8]」や、ライブ3日前にちなみ「3秒で30個の風船にダイブします。[9]」など、身近な物を使い、体を張ったものに挑戦している。

## 仕事面
- 舞台やVISON CAST内の携帯ドラマなどで、主役を演じることが多く、宏宜曰く「Leadを代表するアクター」である。
- メンバーからは「ダンスの申し子」、「UNITED 〜RISING DANCE FESTIVAL〜」で共演した三浦大知からは「振付師のクセやニュアンスを盗むのがすごくうまい」[10]と評されるなど、ダンスに定評がある。
また、舞台「SUPERLOSERZ SAVE THE EARTH　負け犬は世界を救う」に出演した際、演出の宮本亜門は、「（古屋は）シザーハンズのような、ティム・バートンの世界観を、オシャレに面白く表現できる」と語った。[11]
- デビュー当時からLeadのダンスリーダーとして、楽曲の振付けなどを行っている。今までに振付けたLeadの楽曲は、4thシングル「ファンキーデイズ!」、「SHAKE UP（1stアルバム「LIFE ON DA BEAT」）」、「Cosmic Drive（10thシングル「バージンブルー」）、「Wonder Mirror （6thアルバム「NOW OR NEVER」）」、「Just do it（23rdシングル「サクラ」）」などがある。また、ライブなどでは、率先してファンに向けて振付け講座を行っていた。
- 事務所の先輩であるw-inds.の千葉涼平とは、『フリーダイヤルブレイカーズ』というダンスチームを組んでいた。公に活動は行っていなかったが、2015年の舞台「SUPERLOSERZ」で初めて共演を果たす。
- Leadのメインボーカルとして紹介されることがしばしばある[12]。メンバーで初めて、ソロナンバー「Sleepin' Flower」が、14thシングル「STAND UP!」のカップリングとして収録された。ライブなどで、各メンバーそれぞれソロナンバーを披露することはあったが、CDとして発売されたのは「Sleepin' Flower」が初めてである。
- 作詞活動も行っており、メンバーの伸也と共作した「You're the only one」（16thシングル「ギラギラRomantic」のカップリング曲）などがある。地元・福岡にある油山を舞台にした「光」（17thシングル「SPEED STAR★」のカップリング曲」）では、上京したときの気持ちを綴っている。

以下、作詞を行った曲一覧（メンバーとの共作含む）
| 曲名                       | 作詞または作曲                    | 収録CD                                            |
| -------------------------- | --------------------------------- | ------------------------------------------------- |
| 2008                       |                                   |                                                   |
| 「STAND UP!」              | 作詞： Lead                       | 14thシングル曲                                    |
| 「Sunnyday」               | 作詞： Lead                       | 15thシングル曲                                    |
| 2009                       |                                   |                                                   |
| 「High テンション DAY」    | 作詞： Lead／作曲：本山清治・Lead | 16thシングル「ギラギラRomantic」                  |
| 「You're the only one」    | 作詞：古屋敬多・谷内伸也          | 16thシングル「ギラギラRomantic」（KEITA ver.）    |
| 2010                       |                                   |                                                   |
| 「光」                     | 作詞：古屋敬多                    | 17thシングル「SPEED STAR★」【初回限定盤】         |
| 2011                       |                                   |                                                   |
| 「Sun×You」                | 作詞： Lead                       | 18thシングル「HURRICANE」【初回盤B】              |
| 2012                       |                                   |                                                   |
| 「Wanna Be With You」      | 作詞：Seiji Motoyama・Lead        | 19thシングル曲                                    |
| 「Stand and Fight」        | 作詞： Lead                       | 6thアルバム「NOW OR NEVER」リードトラック         |
| 「Still」                  | 作詞： Lead                       | 20thシングル曲                                    |
| 2013                       |                                   |                                                   |
| 「Upturn」                 | 作詞：古屋敬多・谷内伸也          | 21stシングル曲                                    |
| 「Friendship」             | 作詞：古屋敬多・谷内伸也          | 21stシングル「Upturn」【初回盤C】                 |
| 2014                       |                                   |                                                   |
| 「線香花火」               | 作詞：古屋敬多                    | 24thシングル「想い出ブレイカー」【初回盤C】       |
| 2015                       |                                   |                                                   |
| 「スーパーディスコ」       | 作詞：古屋敬多                    | 25thシングル「MyOne」【初回盤B】                  |
| 「I don't give a damn」    | 作詞：Lead                        | CD未収録。「Upturn2015～MASTER PLAN～」にて披露。 |
| 「ムーンライトシャワー」   | 作詞：古屋敬多                    | 26thシングル「約束」【初回盤B】                   |
| 「RIDE ON MUSIC」          | 作詞・作曲・編曲：Lead            | CD未収録。「Lead LIVE SHOUT」にて披露。           |
| 2016                       |                                   |                                                   |
| 「Loud! Loud! Loud!」      | 作詞：古屋敬多・谷内伸也          | 7thアルバム「THE SHOWCASE」                       |
| 2017                       |                                   |                                                   |
| 「FUNKENSTEIN」            | 作詞：古屋敬多・谷内伸也          | 27thシングル「トーキョーフィーバー」【初回盤A】   |
| 2018                       |                                   |                                                   |
| 「Give Me Your Best Shot」 | 作詞：古屋敬多                    | 8thアルバム「MILESTONE」                          |

## 出演

### 映画
- 棒たおし!（2003年3月21日公開） - 須藤学 役
- かまち（2004年2月28日公開） - 勇一 役
- Deep Love 〜アユの物語〜（2004年4月3日公開） - 鏡義之 役

### ドラマ
- Deep Love 〜アユの物語〜（2004年10月 - 12月、テレビ東京） - 鏡義之 役
- 恋する私のベーカリー（2012年1月 - 2月、LaLaTV） - 間宮黎司 役
- LISMOドラマ! 恋する私のベーカリー（2012年2月、LISMO Channel） - 間宮黎司 役
- アロハ・ソムリエ（2019年12月27日 - 12月30日、フジテレビ） - 圭祐 役

### ネットドラマ
- 借金カノジョ（2008年、VISIONCAST） - 岡村幸輝 役

### バラエティ
- ワンナイR&R（2004年3月17日、フジテレビ）
- 一狩りいこうぜ!（2011年3月14日・21日、テレビ東京）
- ヒルナンデス!（2012年3月1日、日本テレビ） ※VTR出演

### ラジオ
- ノン子とのび太のアニメスクランブル（2013年7月11日、文化放送）
- Cafe Dejeuner（2013年11月29日、ニッポン放送Suono Dolce）

### WEB
- ワタ@アメ（2013年9月16日、AmebaStudio）
- 2.5D公式チャンネル@FRESH!×舞台『私のホストちゃん REBORN 〜絶唱！大阪ミナミ編〜』 特別企画「クリスマスに口説きマス♪」（2017年12月25日、FRESH!）

### 舞台
- ミュージカル「ZIPANGU〜遥かなる道〜」（2008年12月23日、名古屋・御園座／12月29日、東京・新宿コマ劇場／2009年5月1日 - 2日、仙台・楽楽楽ホール／5月29日 - 31日、大阪・シアターBRAVA!） - 猪仙坊 役
- ミュージカル「絆 -少年よ大紙を抱け-」（2010年11月18日 - 23日、新国立劇場 中劇場） - 主演・上原大輔 役
- 新・日ノ丸レストラン（2011年4月9日 - 17日、あうるすぽっと） - 主演・イチロー 役
- ミュージカル「絆 2011 -少年よ大紙を抱け-」（2011年10月20日 - 25日、新国立劇場 中劇場） - 主演・上原大輔 役
- 恋する私のベーカリー（2011年12月17日 - 25日、シアターサンモール） - 間宮黎司 役
- SUPERLOSERZ SAVE THE EARTH 負け犬は世界を救う（2015年12月5日 - 15日、東京・新国立劇場 中劇場／2016年1月7日 - 11日、大阪・シアターBRAVA!）
- ミュージカル『プリシラ』（2016年12月8日 - 28日、日生劇場）- アダム（フェリシア） 役[13]
- 私のホストちゃんREBORN〜絶唱！大阪ミナミ編〜（2018年1月19日 - 28日、東京・サンシャイン劇場／1月31日 - 2月1日、愛知・東海市芸術劇場／2月6日、広島・上野学園ホール／2月10日 - 11日、大阪・サンケイホールブリーゼ） - 主演・紫音 役
  - 私のホストちゃん×シブヤVRランド 〜Secret Time〜（接客VR）（2017年12月1日 - 28日／2018年1月8日 - 28日、SHIBUYA VR LAND）
- ミュージカル『プリシラ』（2019年3月9日 - 30日、日生劇場） - アダム（フェリシア） 役
- イノサンmusicale（2019年11月29日 - 12月10日、ヒューリックホール東京） - 主演・シャルル＝アンリ・サンソン 役[14]
- TRUMPシリーズ ミュージカル「ヴェラキッカ」（2022年1月15日 - 2022年2月6日）- カイ・ヴェラキッカ 役
- ミュージカル 「FLOWER DRUM SONG」（2022年4月23日 - 27日、日本青年館ホール / 4月29日・30日、森ノ宮ピロティホール） - 主演・ワン・ター 役[15]
- ミュージカル『アラバスター』（2022年6月25日 - 7月3日、東京芸術劇場 プレイハウス / 7月10日、梅田芸術劇場）- ゲン 役[16]
- タクフェス 第12弾『夕 -ゆう-』（2024年11月1日 - 10日、サンシャイン劇場 / 11月14日 - 17日、梅田芸術劇場 シアター・ドラマシティ / 11月23日、キャナルシティ劇場 / 11月29日 - 12月1日、ウインクあいち / 12月12日、カナモトホール） - 相川元弥 役[17][18]
- ミュージカル『ヒーロー』（2025年2月6日 - 3月2日、シアタークリエ） - カーク 役（寺西拓人とWキャスト）[19]

### VISION CAST
- 「借金カノジョ」（監督：須田基之／出演：古屋敬多（Lead）、満島ひかり、荻野目洋子、Nana（MAX）、アンバランス）
- 「FLOWERS 〜純潔のユリ〜」（監督：小澤雅人／出演：滝裕可里、古屋敬多（Lead）、橘美緒、鍵本輝（Lead））
- 「彼女と僕と図書館で」（監督：岡島明／出演：古屋敬多（Lead）、若月彩子）